# Eels
Eels ist eine US-amerikanische Rockband, die Singer/Songwriter Mark Oliver Everett (Pseudonym: E) gründete. Er ist der Frontmann, derweil andere Bandmitglieder sowohl im Studio als auch auf der Bühne mehrmals ausgewechselt wurden. Die Live-Shows der Band sind überraschend, da jeder Song im Stil des aktuellen Albums neu interpretiert wird. Üblicherweise spielen die Eels auch mehrere Coverversionen von bekannten Songs anderer Interpreten.

## Geschichte
Mark Oliver Everett wurde am 10. April 1963 als Sohn des Quantenphysikers Hugh Everett und einer Schriftstellerin in Washington, D.C. geboren. Beeinflusst durch die musikalischen Vorlieben seiner Schwester Elizabeth (Neil Young After the Gold Rush), ließ er sich mit zehn Jahren ein Schlagzeug schenken und nahm sich als Teenager die Gitarre seiner Schwester. In den 1980ern war E (oder Mark E., wie er sich in dieser Zeit nannte) in mehreren Bands (darunter in The Toasters), nahm unzählige Promo-Tapes auf und produzierte sein erstes Album (Bad Dude In Love), welches auf 500 Kopien limitiert war. Mit 24 zog er von Virginia nach Los Angeles. 1991 unterschrieb er einen Vertrag bei Polydor und brachte dort unter dem Namen „E“ die Alben A Man Called E (1992) und Broken Toy Shop (1993) heraus. Er spielte im Vorprogramm von Tori Amos. In diesem Jahr wurde er auf der Bühne durch Jonathan „Butch“ Norton unterstützt. Nach Broken Toy Shop wurde Everett aus dem Vertrag mit Polydor entlassen.
Als Norton und Everett auf Tommy Walter trafen, gründeten sie Eels. Der Hauptgrund für diesen Namen war, dass die Alben der Band in alphabetischer Reihenfolge gleich auf die von E folgen würden. Später mussten sie feststellen, dass die Alben von The Eagles zwischen denen von E und denen von Eels eingeordnet werden. Sie unterschrieben einen Vertrag mit Steven Spielbergs Produktionsfirma DreamWorks und waren damit eine der ersten Bands bei DreamWorks. Im Jahr 1996 veröffentlichten sie ihr Debütalbum Beautiful Freak, ein melancholisches Pop-Album, auf dem die Texte eines gequälten Everett durchscheinen. Mit den Singles Novocaine for the Soul und Susan’s House hatte die Band bescheidenen internationalen Erfolg. In den Jahren 1996 und 1997 machte die Band eine ausgedehnte Tour und spielte auf zahlreichen Festivals, um sich einen Namen als Live-Band zu erarbeiten. Im September 1997 verließ Walter die Band.
Zu dieser Zeit hatte Everett große persönliche Probleme. Kurz vor der Veröffentlichung von Beautiful Freak beging seine Schwester Suizid, und bei seiner Mutter wurde Krebs festgestellt. Diese Ereignisse inspirierten ihn zum Album Electro-Shock Blues, das im Jahr 1998 veröffentlicht wurde. Für die darauffolgende Tour wurde Tommy Walter durch Adam Siegel ersetzt, der zuvor schon bei Suicidal Tendencies gespielt hatte. Nachdem Everetts Mutter gestorben war, wurde ein großer Teil der Tour durch die USA abgebrochen. Später in diesem Jahr fuhren sie in Europa fort, wo sie als Vorgruppe für Pulp auftraten. Nach der Tour verließ Siegel die Band, um sein eigenes Projekt My Head zu verfolgen.
Im Jahr 2000 wurde mit Daisies of the Galaxy ein weitaus fröhlicheres Album veröffentlicht. Wie Everett sich ausdrückte, war Electro-Shock Blues ein Anruf in der Mitte der Nacht, auf den die Welt nicht antworten wollte, Daisies of the Galaxy jedoch ist ein Weckanruf in einem Hotel, der einem mitteilt, das Frühstück sei fertig. Um für das Album zu werben, wurde wieder eine Tour durch Amerika und Europa gestartet, diesmal mit sechs Musikern auf der Bühne, unter anderem Lisa Germano. Zusätzlich machte Everett einige Solo-Shows als Vorgruppe für Fiona Apple.
2001 wurde Souljacker veröffentlicht, wiederum düsterer als Daisies of the Galaxy. John Parish, der vorher in der Band von P J Harvey gespielt hatte, schrieb auch an den Texten mit und spielte die Gitarre im Studio und auf den ersten Konzerten der Tour. Koool G Murder spielte Bass und Keyboard und war ebenfalls auf der Tour dabei. Er wurde auf der Bühne als Witz von Everett als „the other guy“ (dt. der andere Typ) vorgestellt. Wim Wenders führte Regie beim Videoclip für Souljacker, Part I. Nachdem Parish Vater wurde, wurde er durch Joe Gore ersetzt.
Auf das Album Shootenanny!, das 2003 veröffentlicht wurde, folgte die Tour Of Duty (dt. Pflichttour), während der die Eels zum ersten Mal in Australien spielten. Die Band bestand aus Everett, Shon „Golden Boy“ Sullivan (Gitarre), Koool G Murder (Bass) und Puddin (Schlagzeug). Golden Boy verließ die Band wieder, um an seinem eigenen Projekt Goldenboy zu arbeiten und wurde durch Chet Atkins III ersetzt. In diesem Jahr komponierte Everett den Soundtrack zum Film Levity.
Das 2005 erschienene Album Blinking Lights and Other Revelations wurde von der Presse begeistert aufgenommen.

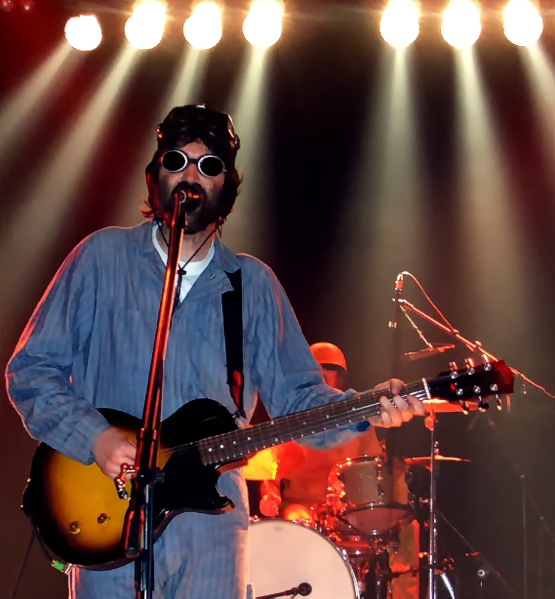
E in Wien (2006)

Im Sommer und Herbst 2005 gingen Eels dann als siebenköpfige Band (4 Violinistinnen, 2 Multi-Instrumentalisten, Everett) auf Welttournee. Festgehalten wurde diese Tour auf der im Februar 2006 erschienenen Live-DVD/CD Eels with Strings.
Im Mai 2007 steuerte die Band zum dritten Mal einen Song für das Shrek Franchise bei. Royal Pain heißt der Song, der als Opening Track im Film Shrek der Dritte zu hören ist. Auch das von Blinking Lights And Other Revelations bekannte Losing Streak ist auf dem OST zu finden.
Im Februar 2008 erschienen zeitgleich das Best-of-Album Meet the Eels – Essential Eels Vol. 1 1996–2006 sowie das Doppel-Album Useless Trinkets.
Im Juni 2009 folgte ein weiteres Album, Hombre Lobo. Im Januar 2010 wurde das achte Studioalbum End Times veröffentlicht. Nach weiteren Veröffentlichungen erschien im Jahr 2018 mit The Deconstruction das zwölfte und bislang in den deutschen Charts am höchsten platzierte Studioalbum der Band. 2020 wurde ein weiteres Album, Earth to Dora veröffentlicht.

## Fanszene
Die Eels haben einen weit verbreiteten Fankreis. Die diversen Welttourneen brachte die Band nach Europa, Australien, Japan und natürlich Amerika. Besonders erfolgreich ist die Band in Großbritannien und im mittel- bis nordeuropäischen Raum.
Es gab Zusammenarbeiten zwischen der Band und den Fans. So wurde zum Beispiel im Jahr 2001 ein Song namens Hidden Track aufgenommen, dessen Text nur aus Einsendungen der Fans bestand.
Die relativ große Fanszene ist auch selbstständig sehr aktiv. So gab es 1999 ein Tributealbum der Fans, organisiert von der damaligen Fansite The Galaxy. Im Jahre 2006 entstand das zweite Tributealbum. Das dritte Tributealbum wurde Ende 2010 veröffentlicht.

## Diskografie

### Studioalben
| Jahr | Titel                                       | Höchstplatzierung, Gesamtwochen, AuszeichnungChartplatzierungen (Jahr, Titel, Platzierungen, Wochen, Auszeichnungen, Anmerkungen) | Höchstplatzierung, Gesamtwochen, AuszeichnungChartplatzierungen (Jahr, Titel, Platzierungen, Wochen, Auszeichnungen, Anmerkungen) | Höchstplatzierung, Gesamtwochen, AuszeichnungChartplatzierungen (Jahr, Titel, Platzierungen, Wochen, Auszeichnungen, Anmerkungen) | Höchstplatzierung, Gesamtwochen, AuszeichnungChartplatzierungen (Jahr, Titel, Platzierungen, Wochen, Auszeichnungen, Anmerkungen) | Höchstplatzierung, Gesamtwochen, AuszeichnungChartplatzierungen (Jahr, Titel, Platzierungen, Wochen, Auszeichnungen, Anmerkungen) | Anmerkungen                              |
| Jahr | Titel                                       | DE | AT | CH | UK | US | Anmerkungen                              |
| ---- | ------------------------------------------- | --- | --- | --- | --- | --- | ---------------------------------------- |
| 1996 | Beautiful Freak                             | — | — | — | UK5 Platin · (33 Wo.)UK | US114 (11 Wo.)US | Erstveröffentlichung: 13. August 1996    |
| 1998 | Electro-Shock Blues                         | DE59 (2 Wo.)DE | — | — | UK12 Gold · (5 Wo.)UK | — | Erstveröffentlichung: 21. September 1998 |
| 2000 | Daisies of the Galaxy                       | DE49 (4 Wo.)DE | — | CH69 (3 Wo.)CH | UK8 Gold · (6 Wo.)UK | — | Erstveröffentlichung: 28. Februar 2000   |
| 2001 | Souljacker                                  | DE47 (3 Wo.)DE | AT34 (5 Wo.)AT | CH75 (3 Wo.)CH | UK12 Silber · (3 Wo.)UK | — | Erstveröffentlichung: 19. September 2001 |
| 2003 | Shootenanny!                                | DE56 (4 Wo.)DE | — | CH54 (5 Wo.)CH | UK35 (3 Wo.)UK | — | Erstveröffentlichung: 3. Juni 2003       |
| 2005 | Blinking Lights and Other Revelations       | DE30 (5 Wo.)DE | AT32 (3 Wo.)AT | CH18 (6 Wo.)CH | UK16 Silber · (5 Wo.)UK | US93 (1 Wo.)US | Erstveröffentlichung: 26. April 2005     |
| 2009 | Hombre Lobo                                 | DE20 (3 Wo.)DE | AT42 (2 Wo.)AT | CH10 (6 Wo.)CH | UK18 (2 Wo.)UK | US43 (3 Wo.)US | Erstveröffentlichung: 2. Juni 2009       |
| 2010 | End Times                                   | DE29 (3 Wo.)DE | AT33 (2 Wo.)AT | CH10 (5 Wo.)CH | UK21 (3 Wo.)UK | US66 (1 Wo.)US | Erstveröffentlichung: 19. Januar 2010    |
| 2010 | Tomorrow Morning                            | DE12 (3 Wo.)DE | AT18 (4 Wo.)AT | CH9 (4 Wo.)CH | UK18 (2 Wo.)UK | US83 (1 Wo.)US | Erstveröffentlichung: 17. August 2010    |
| 2013 | Wonderful, Glorious                         | DE19 (4 Wo.)DE | AT18 (5 Wo.)AT | CH4 (4 Wo.)CH | UK14 (2 Wo.)UK | US74 (1 Wo.)US | Erstveröffentlichung: 4. Februar 2013    |
| 2014 | The Cautionary Tales of Mark Oliver Everett | DE10 (4 Wo.)DE | AT14 (2 Wo.)AT | CH5 (6 Wo.)CH | UK7 (3 Wo.)UK | US96 (1 Wo.)US | Erstveröffentlichung: 21. April 2014     |
| 2018 | The Deconstruction                          | DE4 (4 Wo.)DE | AT6 (3 Wo.)AT | CH5 (4 Wo.)CH | UK10 (2 Wo.)UK | — | Erstveröffentlichung: 6. April 2018      |
| 2020 | Earth to Dora                               | DE18 (2 Wo.)DE | AT18 (2 Wo.)AT | CH18 (3 Wo.)CH | UK37 (1 Wo.)UK | — | Erstveröffentlichung: 30. Oktober 2020   |
| 2022 | Extreme Witchcraft                          | DE7 (2 Wo.)DE | AT14 (1 Wo.)AT | CH7 (3 Wo.)CH | UK37 (1 Wo.)UK | — | Erstveröffentlichung: 28. Januar 2022    |
| 2024 | Eels Time!                                  | DE24 (1 Wo.)DE | AT17 (1 Wo.)AT | CH18 (1 Wo.)CH | — | — | Erstveröffentlichung: 7. Juni 2024       |

### Kompilationen und Livealben
| Jahr | Titel             | Höchstplatzierung, Gesamtwochen, AuszeichnungChartplatzierungen (Jahr, Titel, Platzierungen, Wochen, Auszeichnungen, Anmerkungen) | Höchstplatzierung, Gesamtwochen, AuszeichnungChartplatzierungen (Jahr, Titel, Platzierungen, Wochen, Auszeichnungen, Anmerkungen) | Höchstplatzierung, Gesamtwochen, AuszeichnungChartplatzierungen (Jahr, Titel, Platzierungen, Wochen, Auszeichnungen, Anmerkungen) | Höchstplatzierung, Gesamtwochen, AuszeichnungChartplatzierungen (Jahr, Titel, Platzierungen, Wochen, Auszeichnungen, Anmerkungen) | Höchstplatzierung, Gesamtwochen, AuszeichnungChartplatzierungen (Jahr, Titel, Platzierungen, Wochen, Auszeichnungen, Anmerkungen) | Anmerkungen                             |
| Jahr | Titel             | DE | AT | CH | UK | US | Anmerkungen                             |
| ---- | ----------------- | --- | --- | --- | --- | --- | --------------------------------------- |
| 2008 | Useless Trinkets  | DE88 (1 Wo.)DE | — | — | UK69 (1 Wo.)UK | — | Erstveröffentlichung: 15. Januar 2008   |
| 2008 | Meet the Eels     | — | — | — | UK26 Silber · (3 Wo.)UK | — | Erstveröffentlichung: 15. Januar 2008   |
| 2015 | Royal Albert Hall | DE38 (2 Wo.)DE | AT48 (2 Wo.)AT | CH36 (2 Wo.)CH | UK40 (1 Wo.)UK | — | Erstveröffentlichung: 13. April 2015    |
| 2023 | Eels So Good      | — | — | — | UK86 (1 Wo.)UK | — | Erstveröffentlichung: 15. Dezember 2023 |

Weitere Livealben
| Jahr | Titel                                | Anmerkungen                        |
| ---- | ------------------------------------ | ---------------------------------- |
| 2000 | Oh What a Beautiful Morning          | Erstveröffentlichung: 2000         |
| 2002 | Electro-Shock Blues Show             | Erstveröffentlichung: 2002         |
| 2005 | Sixteen Tons (Ten Songs)             | Erstveröffentlichung: Mai 2005     |
| 2006 | Eels with Strings: Live at Town Hall | Erstveröffentlichung: Februar 2006 |
| 2008 | Live and in Person! London 2006      | Erstveröffentlichung: Februar 2008 |

### Singles
| Jahr | Titel Album                                                              | Höchstplatzierung, Gesamtwochen, AuszeichnungChartplatzierungen (Jahr, Titel, Album, Platzierungen, Wochen, Auszeichnungen, Anmerkungen) | Höchstplatzierung, Gesamtwochen, AuszeichnungChartplatzierungen (Jahr, Titel, Album, Platzierungen, Wochen, Auszeichnungen, Anmerkungen) | Höchstplatzierung, Gesamtwochen, AuszeichnungChartplatzierungen (Jahr, Titel, Album, Platzierungen, Wochen, Auszeichnungen, Anmerkungen) | Höchstplatzierung, Gesamtwochen, AuszeichnungChartplatzierungen (Jahr, Titel, Album, Platzierungen, Wochen, Auszeichnungen, Anmerkungen) | Höchstplatzierung, Gesamtwochen, AuszeichnungChartplatzierungen (Jahr, Titel, Album, Platzierungen, Wochen, Auszeichnungen, Anmerkungen) | Anmerkungen                              |
| Jahr | Titel Album                                                              | DE | AT | CH | UK | US | Anmerkungen                              |
| ---- | ------------------------------------------------------------------------ | --- | --- | --- | --- | --- | ---------------------------------------- |
| 1997 | Novocaine for the Soul Beautiful Freak                                   | — | — | — | UK10 Silber · (5 Wo.)UK | — | Erstveröffentlichung: 3. Februar 1997    |
| 1997 | Susan’s House Beautiful Freak                                            | — | — | — | UK9 (5 Wo.)UK | — | Erstveröffentlichung: 5. Mai 1997        |
| 1997 | Your Lucky Day in Hell Beautiful Freak                                   | — | — | — | UK35 (2 Wo.)UK | — | Erstveröffentlichung: 27. August 1997    |
| 1998 | Last Stop: This Town Electro-Shock Blues                                 | — | — | — | UK23 (3 Wo.)UK | — | Erstveröffentlichung: 14. September 1998 |
| 1998 | Cancer for the Cure Electro-Shock Blues                                  | — | — | — | UK60 (2 Wo.)UK | — | Erstveröffentlichung: 30. November 1998  |
| 2000 | Mr. E’s Beautiful Blues Daisies of the Galaxy                            | — | — | — | UK11 (6 Wo.)UK | — | Erstveröffentlichung: 14. Februar 2000   |
| 2000 | Flyswatter Daisies of the Galaxy                                         | — | — | — | UK55 (2 Wo.)UK | — | Erstveröffentlichung: 12. Juni 2000      |
| 2001 | Souljacker Part I Souljacker                                             | — | — | — | UK30 (2 Wo.)UK | — | Erstveröffentlichung: 10. September 2001 |
| 2005 | Hey Man (Now You’re Really Living) Blinking Lights and Other Revelations | — | — | — | UK45 (2 Wo.)UK | — | Erstveröffentlichung: 22. März 2005      |

## Auszeichnungen für Musikverkäufe
| Goldene Schallplatte - Belgien - 2004: für das Album Beautiful Freak - 2008: für das Album Daisies of the Galaxy - 2010: für das Album Hombre Lobo |

Anmerkung: Auszeichnungen in Ländern aus den Charttabellen bzw. Chartboxen sind in ebendiesen zu finden.
| Land/RegionAuszeichnungen für Musikverkäufe (Land/Region, Auszeichnungen, Verkäufe, Quellen) | Silber     | Gold     | Platin  | Verkäufe | Quellen     |
| -------------------------------------------------------------------------------------------- | ---------- | -------- | ------- | -------- | ----------- |
| Belgien (BRMA)                                                                               | —          | 3× Gold3 | —       | 65.000   | ultratop.be |
| Vereinigtes Königreich (BPI)                                                                 | 4× Silber4 | 2× Gold2 | Platin1 | 880.000  | bpi.co.uk   |
| Insgesamt                                                                                    | 4× Silber4 | 5× Gold5 | Platin1 |          |             |